# Kia Soul
Kia Soul — кросовер корейської компанії «Kia».

## Перше покоління
Kia Soul першого покоління вперше представлений на Паризькому автосалоні восени 2008 року.
Клас автомобіля точно визначити не можна. Ближче всього Kia Soul підходить під опис мінівена. Soul при своїй малій довжині має довгу колісну базу і здатний забезпечити всім пасажирам комфортні місця. Обсяг багажника становить — 340 літрів, зі складеними сидіннями — 570 літрів.

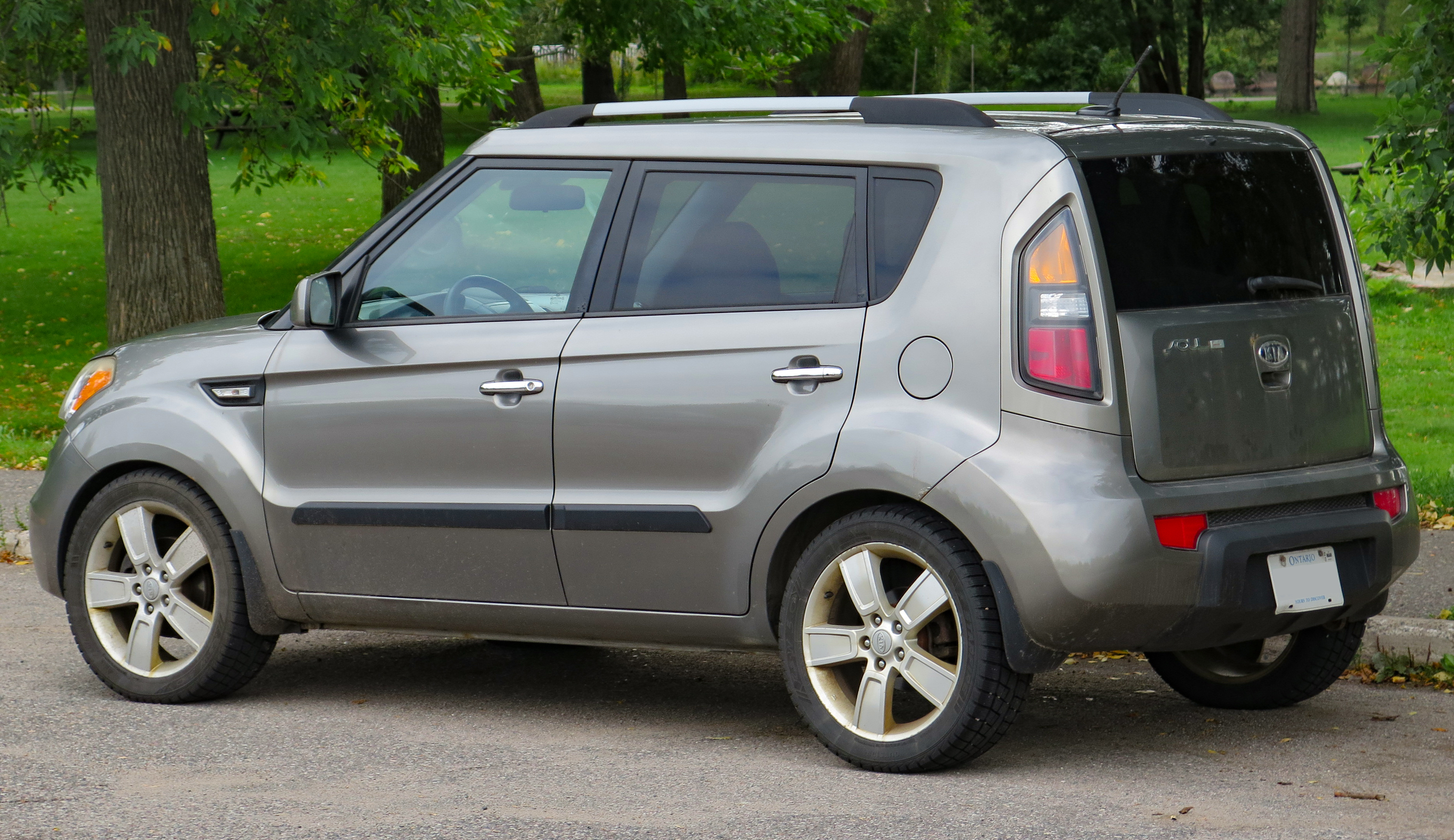
Kia Soul

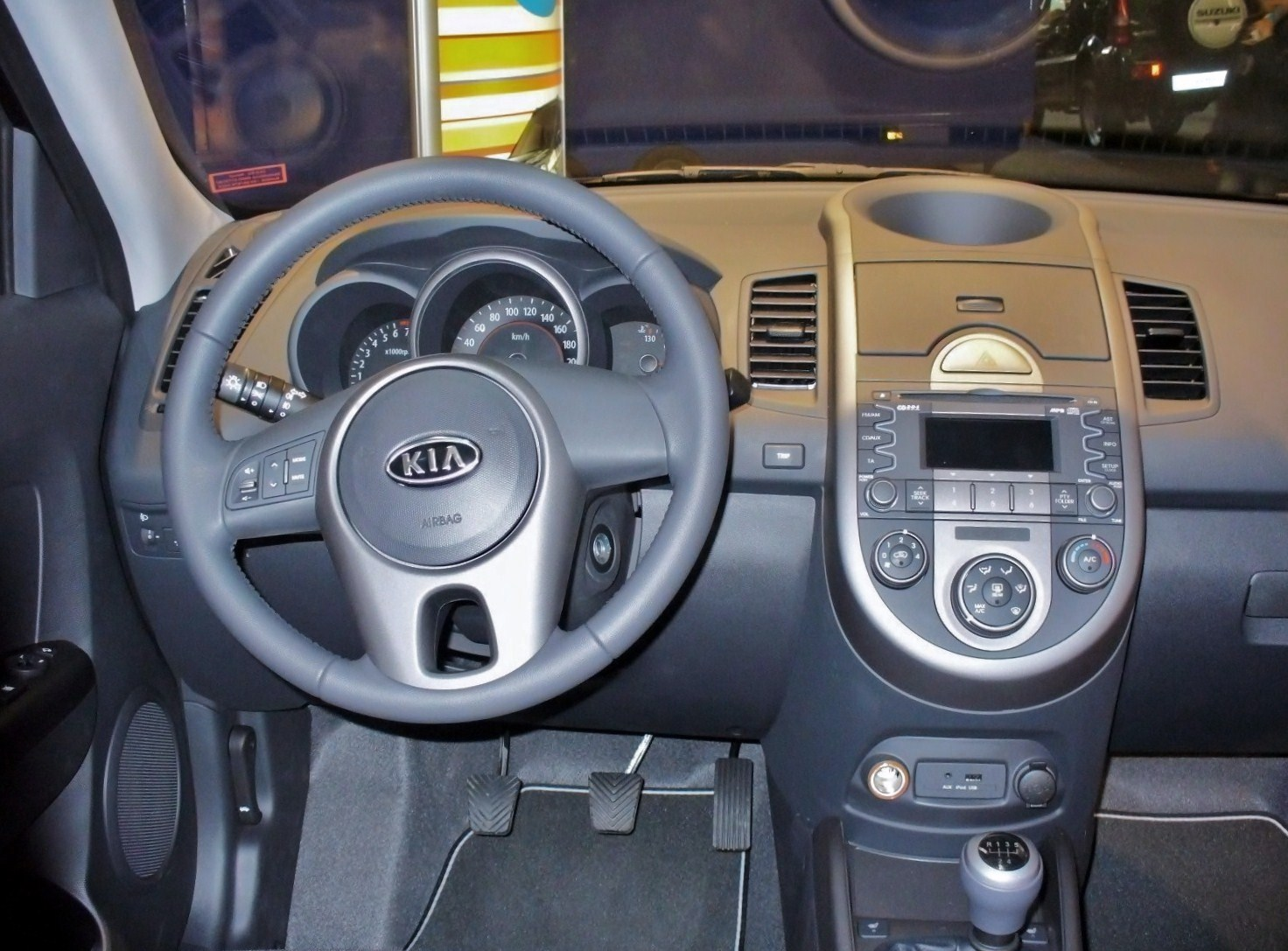
Салон Kia Soul

У модельному ряду Kia автомобіль розташовується між Kia Cee'd та Kia Sportage.
Продажі в Південній Кореї почалися в листопаді 2008 року, в Європі — у лютому 2009 року, в США в квітні.
18 травня 2009 під Франкфурті-на-Майні присуджена нагорода «Red Dot Design Award».
KIA Soul отримав престижну перемогу в 2009 році за підсумками щорічного конкурсу «Towcar of the Year», що проводиться британським виданням Caravan Club, компактний міський кросовер визнаний найкращим у класі автомобілем для буксирування причепа в ціновій категорії до £ 16 000.
KIA Soul був відзначений журналом AutoWeek, який в своєму випуску від 7 вересня 2009 року назвав його одним з «10 найкращих і найбезпечніших молодіжних автомобілів».
Kia Soul отримав нагороду «Top Safety Pick» Страхового інституту дорожньої безпеки (IIHS) США і включений до списку «Top 10 Back to--School Cars» на сайті Kelley Blue Book (kbb.com), Soul відзначений редакцією AutoWeek за яскравий стиль, відмінне співвідношення ціна / якість, сучасні технології забезпечення безпеки, економічність і загальну привабливість для молодих людей.
З 2012 року 5-ст. МКПП і 4-ст. АКПП змінили 6-ст. коробки передач.
Всього було продано 716 578 Соул першої хвилі, в основному на ринку США.

### Безпека
За результатами з Краш-Тесту Euro NCAP Kia Soul отримав 5 зірок за безпеку. 
| Зірки в Euro NCAP з Краш-тесту |

### Двигуни
- 1.6 л Gamma I4 122 к.с. (2009–2011)
- 2.0 л Beta II I4 142 к.с. (2009–2011)
- 1.6 л F9Q DV6 HDI I4 Diesel 126 к.с.
- 1.6 л Gamma GDI I4 138 к.с. (2012-)
- 2.0 л Nu I4 164 к.с. (2012-)

## Друге покоління

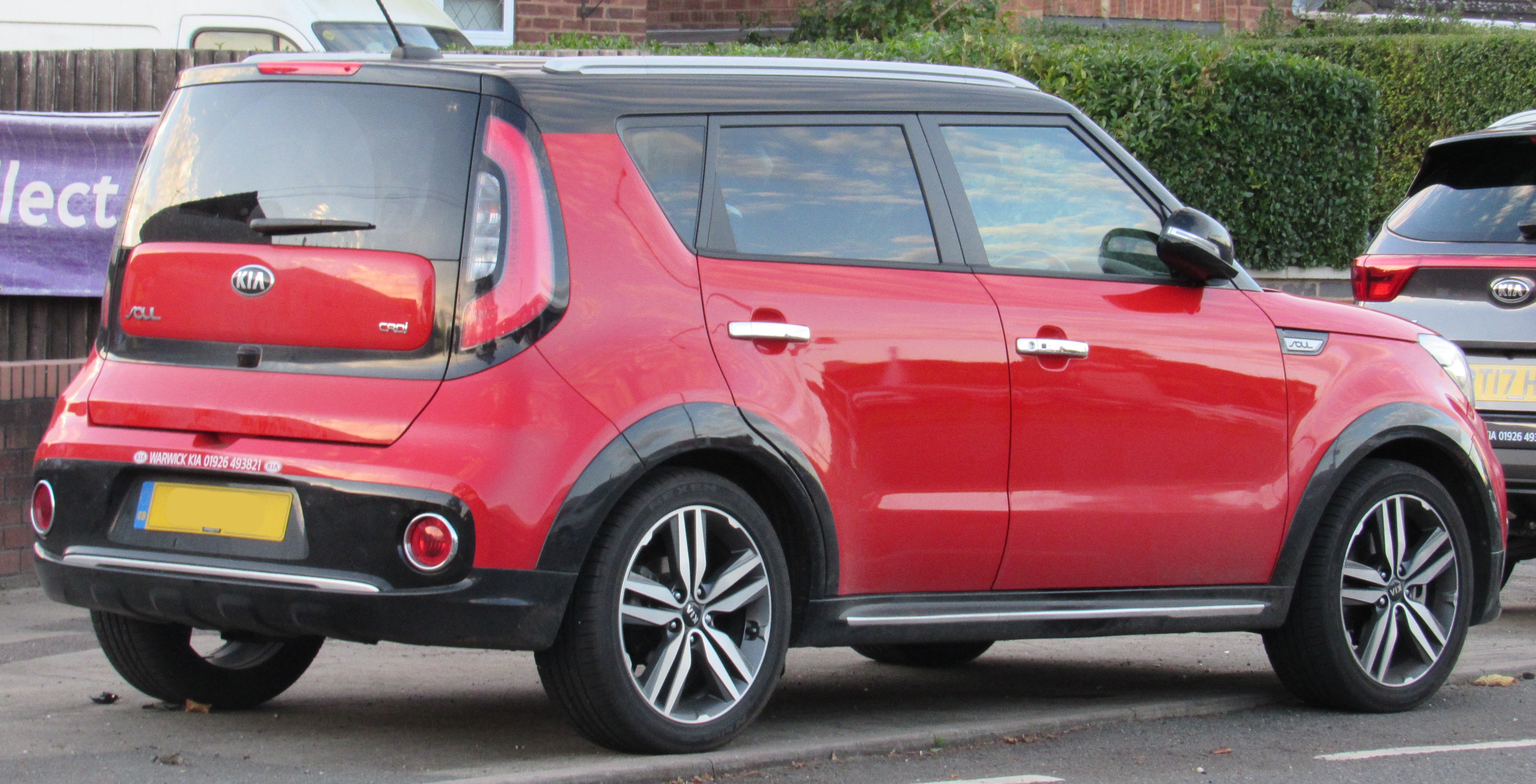
Kia Soul 2

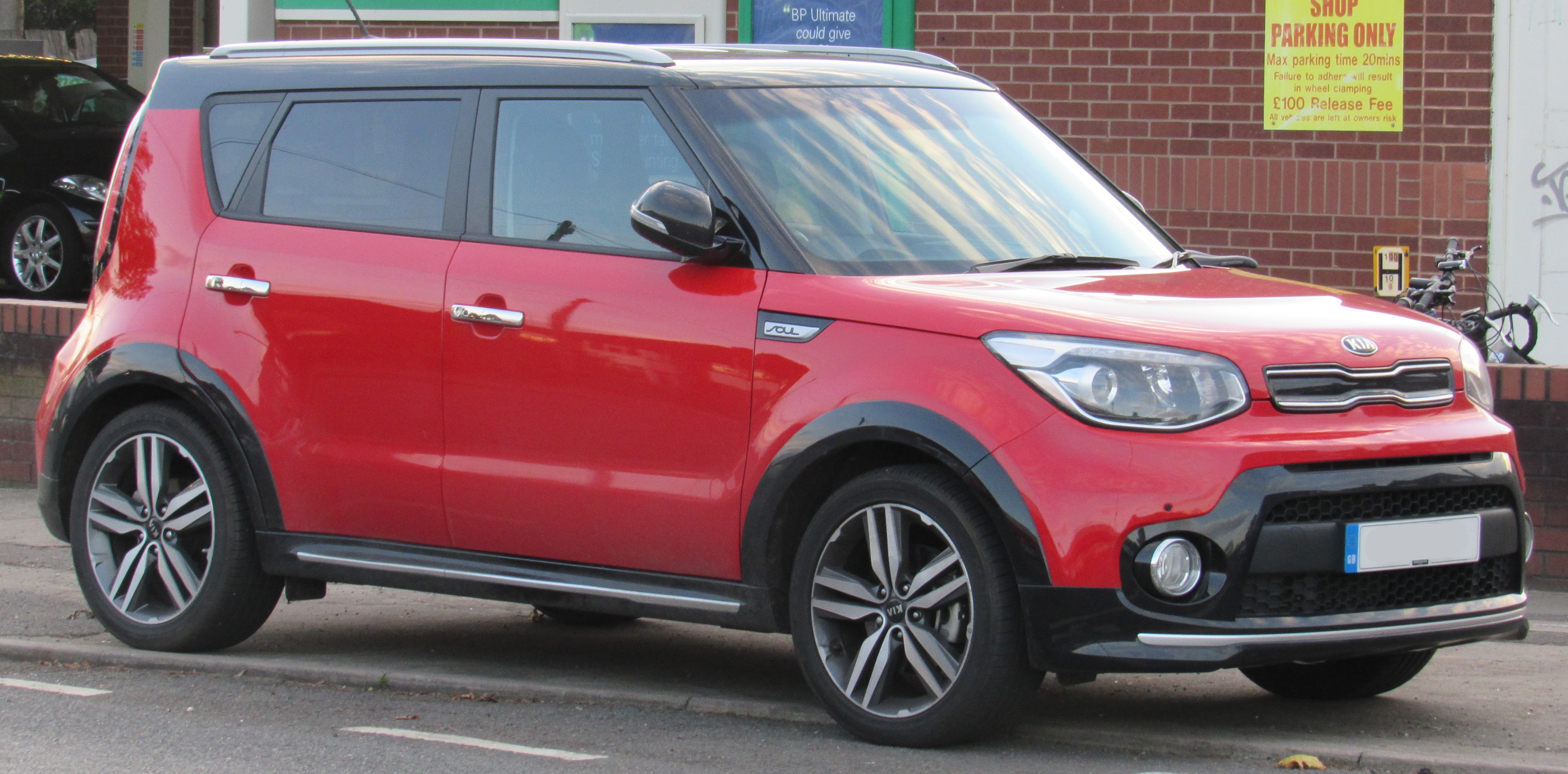
Kia Soul 2

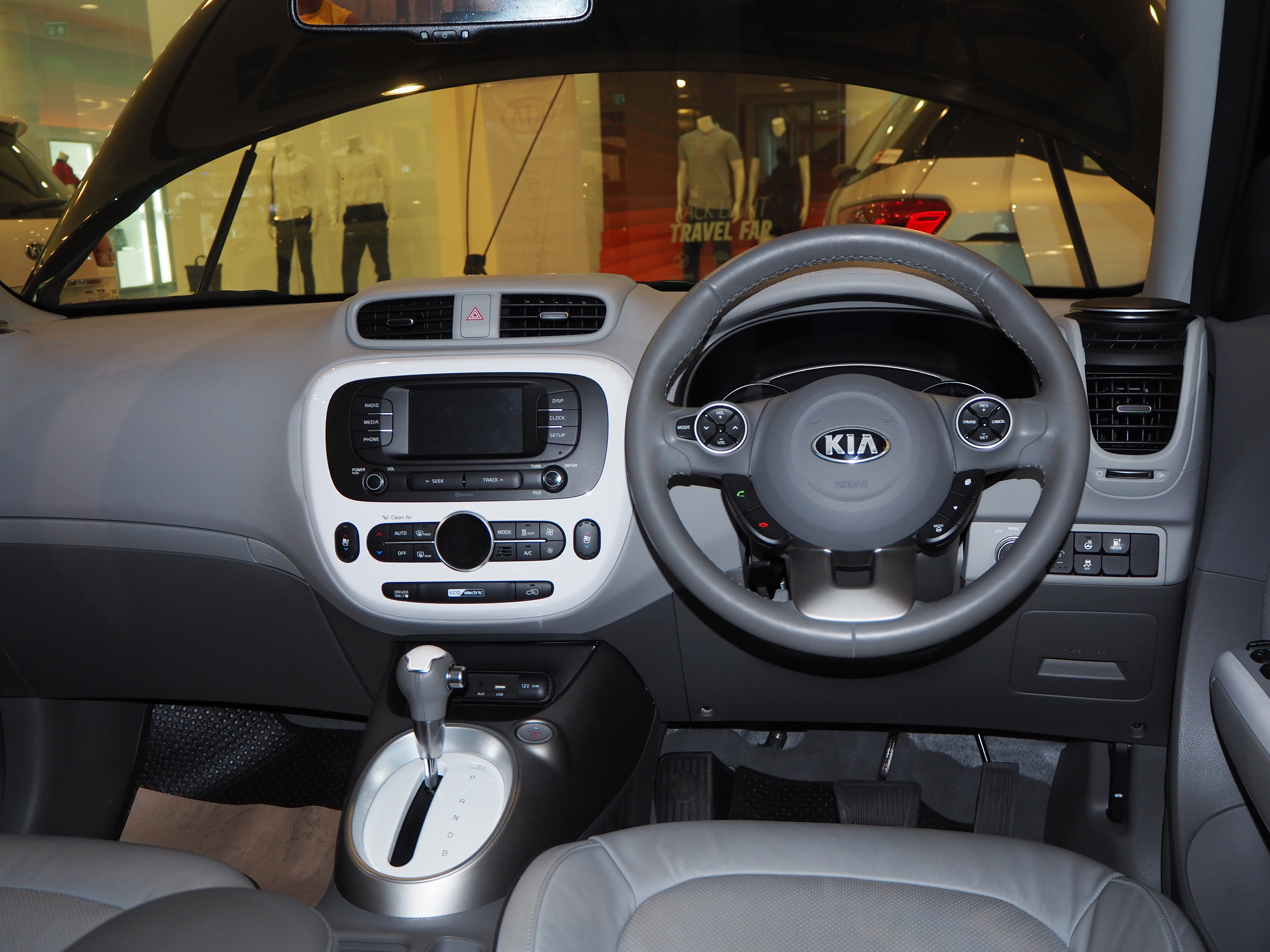

У 2013 році представлено Kia Soul (PS) другого покоління.
У 2016 році модель модернізували. Kia Soul виходить у трьох комплектаціях: «Base», «Plus» і «Exclaim». У комплектацію моделі «Base» входять 17-дюймові литі диски, кондиціонування повітря, телескопічне кермо, водійське сидіння, вікна та дверні замки з електроприводом, бездротова технологія Bluetooth, аудіо система на шість динаміків та USB порт. Хетчбек Kia Soul 2016 року оснащений чотирициліндровим двигуном. Моделі «Base» постачаються з 1.6-літровим двигуном, у той час як у моделях вищих комплектацій використовують більший потужний 2.0-літровий. Усі автомобілі є передньопривідними. Усі, окрім базових моделей, оснащені шестиступінчастою коробкою передач. Базові моделі мають шестиступінчасту механічну коробку передач (автоматичну можна придбати як опцію). Модель «Soul EV» замість традиційного бензинового двигуна, оснащена електромотором з іонно-літієвою акумуляторною батареєю. Потужність постачається так само до передніх коліс за допомогою одноступеневої коробки передач. Таке поєднання дозволить вам проїхати 150 км без підзарядки. Пристрій швидкої зарядки DC може поповнити заряд вашого автомобіля на 80% протягом 30 хвилин.
До березня 2019 року випущено 1 029 764 автомобілів другого покоління.

### Soul EV

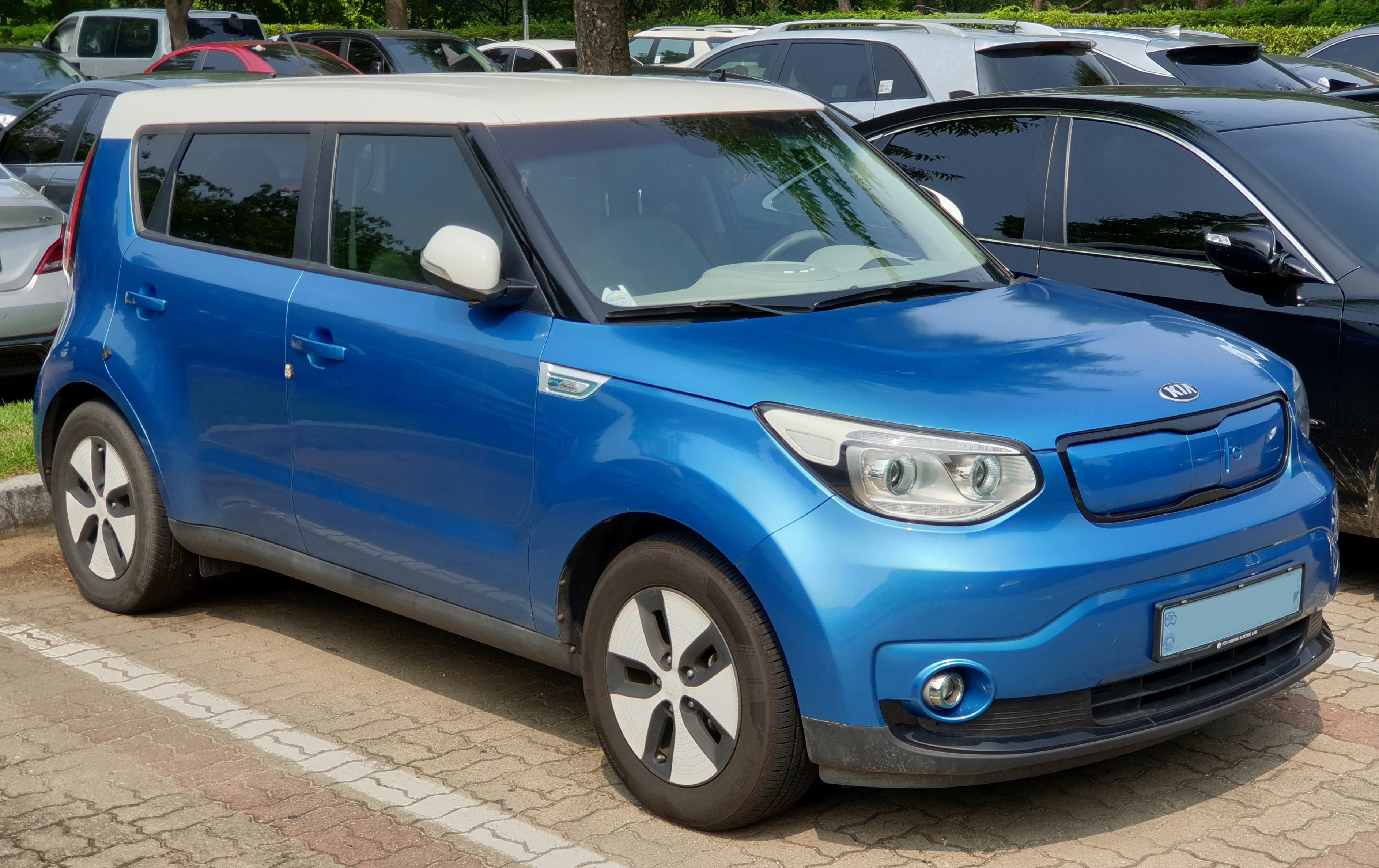
Kia Soul EV

Світова прем'єра електричної версії моделі під назвою Kia Soul EV відбулася на автосалоні в Чикаго в лютому 2014 року. Kia Soul EV приводиться в рух блоком літієво-полімерних батарей на 27 кВт/год і електромотором потужністю 109 к.с. Така зв'язка дає можливість подолати до 160 км шляху без підзарядки, проте швидкість не повинна перевищувати 145 км/год. Щоб зарядити акумулятори, знадобитися спеціальний пристрій і трохи більше півгодини часу. Цього достатньо, щоб заповнити 80% запасу енергії.
Блок з 96 акумуляторних батарей, розділених керамічними перегородками, інженери розташували під підлогою Соул EV. До речі, використані в даному випадку літієво-полімерні батареї - не найдешевше рішення, зате нагріваються вони не так інтенсивно, як аналоги. Втім, рідинно-повітряну систему охолодження інженери все одно передбачили.

### Двигуни
- 1.6 л Gamma II GDI I4 140 к.с.
- 2.0 л Nu I4 163 к.с.
- 1.6 л Gamma II MPi I4 132 к.с.
- 1.6 л Gamma T-GDi I4 204 к.с.
- 1.6 л U II diesel 136 к.с.

## Третє покоління

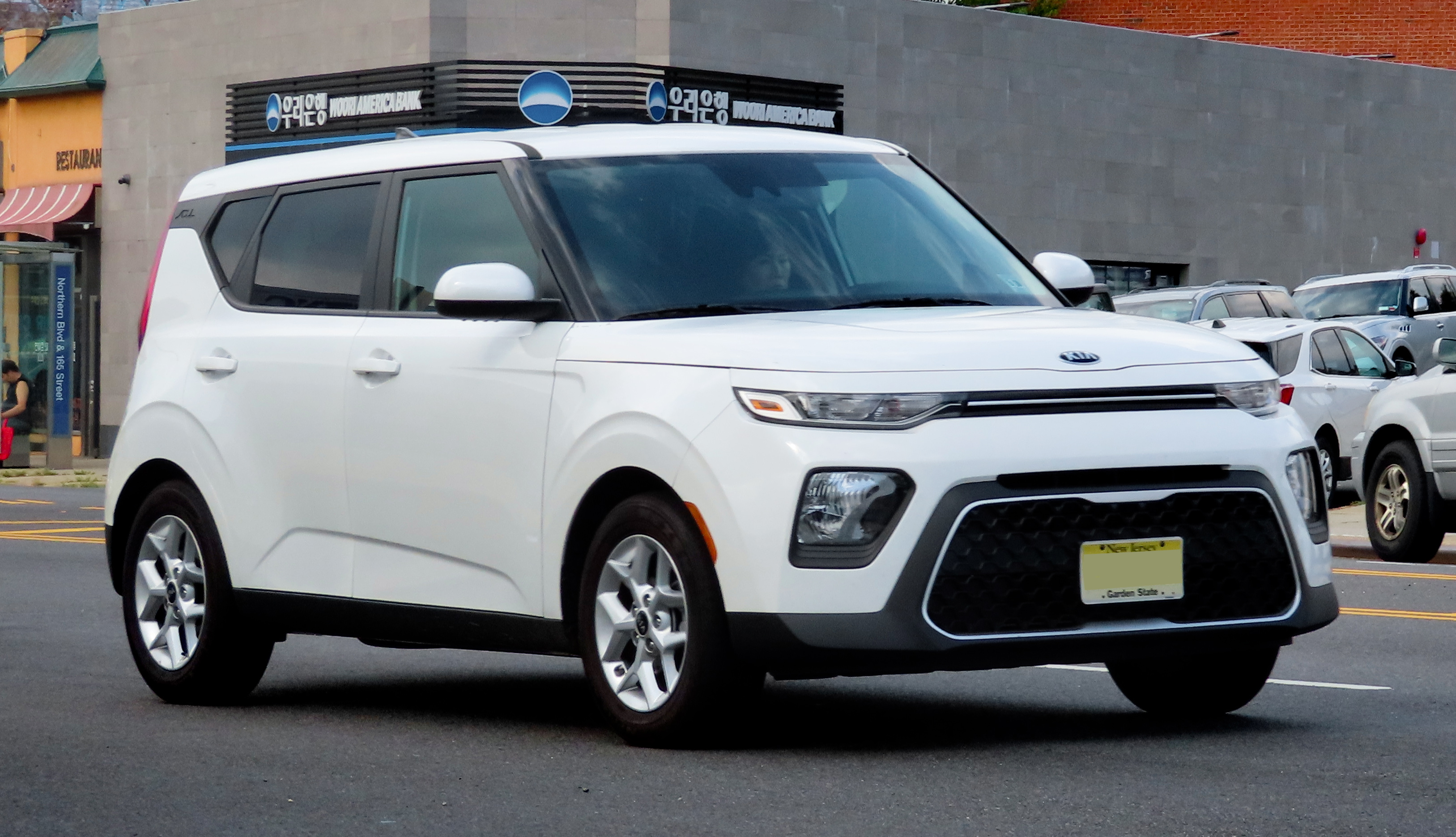
Kia Soul (2020-2023)

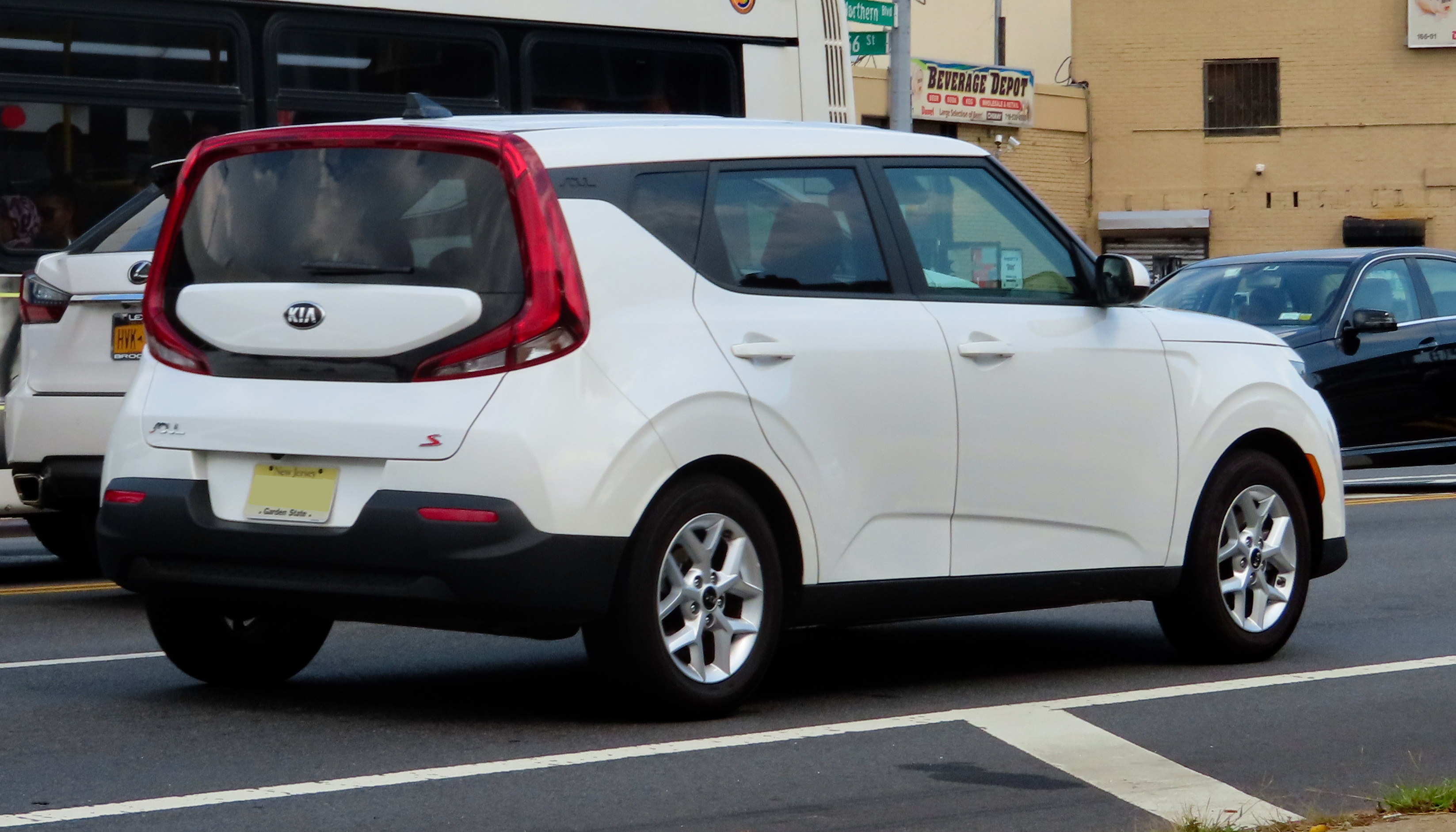
Kia Soul (2020-2023)

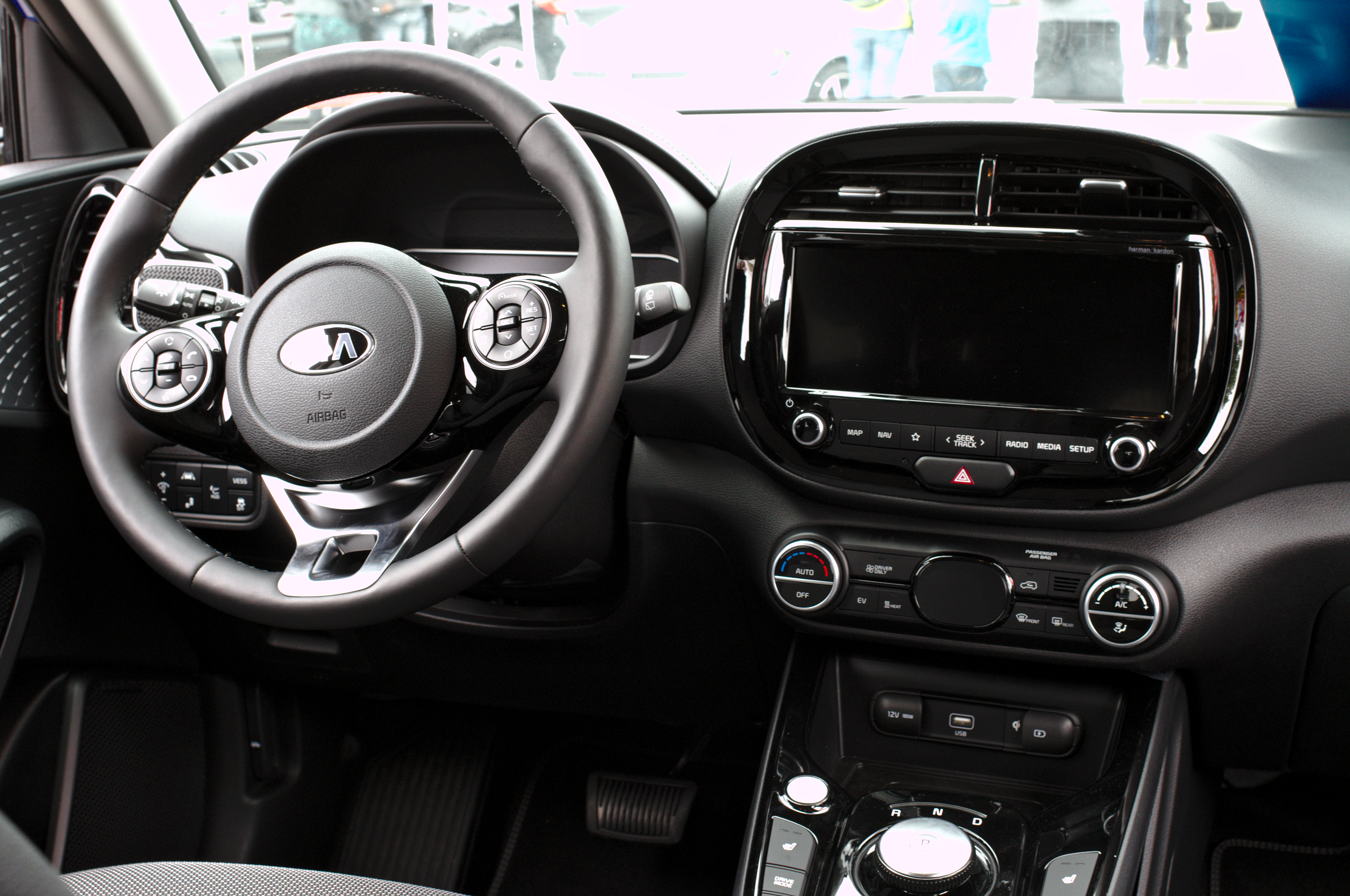

В листопаді 2018 року дебютував Kia Soul третього покоління. Soul серії SK3 створений на тій же модульній платформі K2, що і Kia Ceed, але використовує ту чи іншу версію з торсіонною балкою, подібно до Kia Cerato. Шасі зі стійками McPherson спереду є результатом модернізації конструкцій зразка 2009 року. Електромеханічний підсилювач встановлений на кермовому валу.
Кузов на 70,1% складається з міцної (18,5%) і надміцної (39%) сталі, причому 12,5% приходиться на елементи гарячого формування.
Kia оновив Soul для 2021 модельного року. Автомобіль отримав нову стандартну функцію - сповіщення про пасажирів на задньому ряді сидінь. Виробник додав брелок з функцією дистанційного запуску для топових комплектацій та нові амортизатори для спортивних версій X-Line та  GT-Line. 

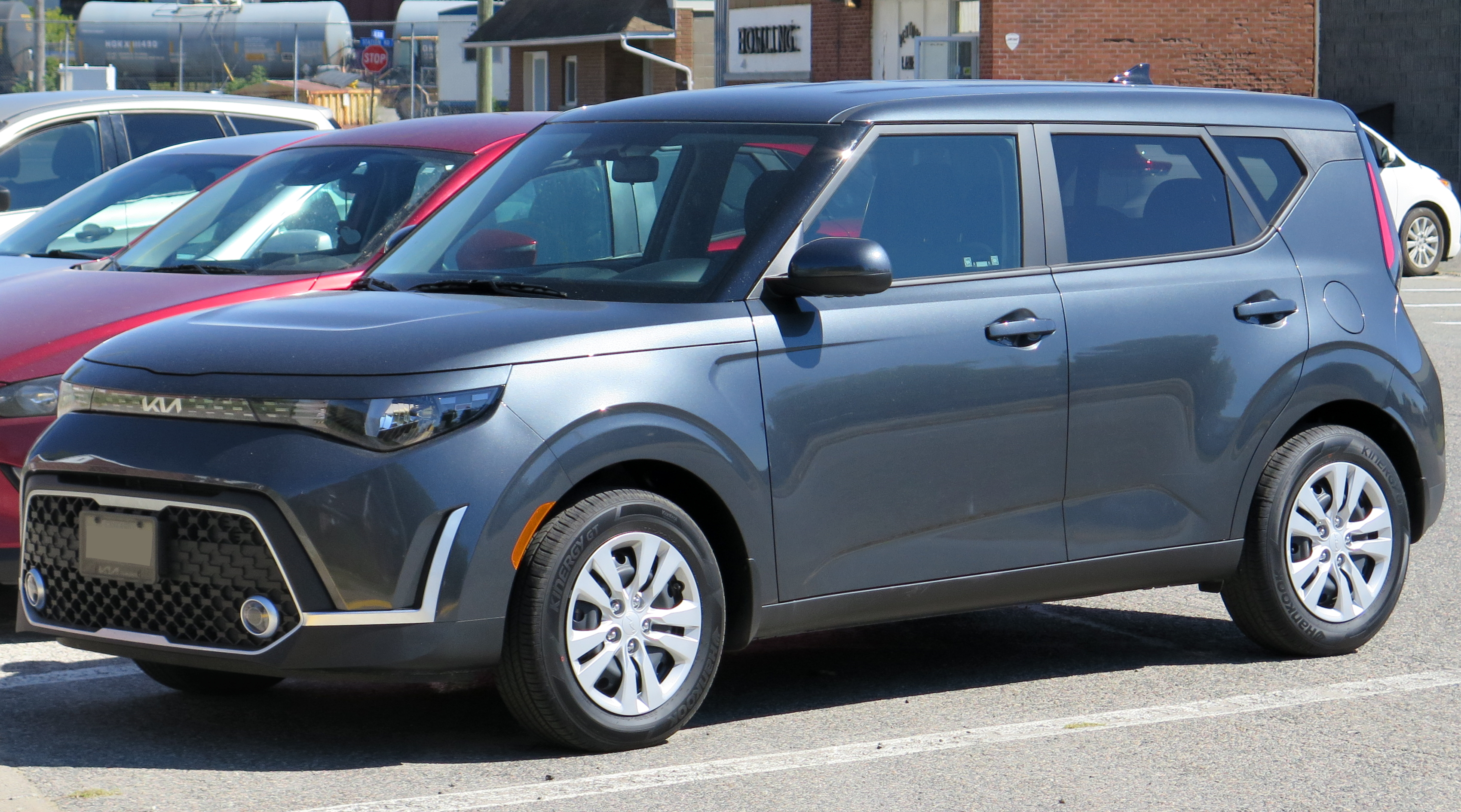
Kia Soul (з 2023)

У 2023 модельному році Kia оновила Soul, змінивши фари, задні ліхтарі, передній бампер і задню панель, а також нові двоколірні комбінації кольорів і новий дизайн дисків. Разом із оновленням Kia припинила випуск оздоблення X-Line.  Крім того, турбоверсія була припинена в США, що зробило 2,0-літровий атмосферний двигун Nu MPi з варіаторною трансмісією єдиною доступною силовою установкою.

### Двигуни
- 1.6 L Gamma II MPi I4
- 1.6 L Gamma II T-GDi I4
- 2.0 L Nu MPi I4
- electric

## Продажі
| Рік  | США     | Канада | Світ    |
| ---- | ------- | ------ | ------- |
| 2009 | 31,621  | 8,489  |         |
| 2010 | 67,110  | 9,857  |         |
| 2011 | 102,267 | 11,651 |         |
| 2012 | 115,778 | 7,560  |         |
| 2013 | 118,079 | 7,618  |         |
| 2014 | 145,316 | 9,944  |         |
| 2015 | 147,133 | 13,335 | 203,518 |
| 2016 | 145,768 | 12,672 | 195,802 |
| 2017 | 115,712 | 11,691 |         |